# Banalsit
Banalsit ist ein selten vorkommendes Mineral aus der Mineralklasse der „Silikate und Germanate“. Es kristallisiert im Kristallsystem mit der chemischen Zusammensetzung BaNa2[Al4Si4O16] und bildet damit das Barium-Analogon des (später entdeckten) Stronalsits (SrNa2[Al4Si4O16]).
Banalsit entwickelt nur sehr selten gut sichtbare Kristallflächen. Meist findet er sich in Form grobkörniger bis massiger Mineral-Aggregate von weißer Farbe und Strichfarbe. Die seltenen, glasglänzenden Kristalle sind durchscheinend und nur in dünnen Schichten durchsichtig. Frische Spaltflächen zeigen einen irisierenden Perlmuttglanz.

## Besondere Eigenschaften
Viele Banalsite zeigen unter kurz- bis mittelwelligem UV-Licht eine gelbgrüne und unter kurzwelligem UV-Licht eine schwache bläulichweiße (sehr selten wohl auch tiefrote) Fluoreszenz, die nach Wegnahme der UV-Quelle in eine grüne Phosphoreszenz übergeht.

## Etymologie und Geschichte
Der Name Banalsit ist ein Akronym, das aus den Symbolen der an der Verbindung beteiligten chemischen Elemente Barium (Ba), Natrium (Na), Aluminium (Al) und Silicium (Si) gebildet wurde.
Erstmals entdeckt wurde Banalsit in der „Benallt Mine“ bei Rhiw (Llanfaelrhys) auf der walisischen Halbinsel Lleyn und beschrieben 1944 durch W. Campbell Smith, F.A. Bannister und M.H. Hey.

## Klassifikation
In der veralteten 8. Auflage der Mineralsystematik nach Strunz gehörte der Banalsit zur Mineralklasse der „Silikate“ und dort zur Abteilung „Gerüstsilikate (Tektosilikate)“, wo er gemeinsam mit Danburit und Paracelsian in der „Paracelsian-Danburit-Gruppe“ mit der Systemnummer VIII/F.04 steht.
In der zuletzt 2018 überarbeiteten Lapis-Systematik nach Stefan Weiß, die formal auf der alten Systematik von Karl Hugo Strunz in der 8. Auflage basiert, erhielt das Mineral die System- und Mineralnummer VIII/J.07-100. Dies entspricht der Klasse der „Silikate“ und dort der Abteilung „Gerüstsilikate“, wo Banalsit zusammen mit Albit, Andesin, Anorthit, Anorthoklas, Bytownit, Dmisteinbergit, Filatovit, Kumdykolit, Labradorit, Liebermannit, Lingunit, Oligoklas, Stöfflerit, Stronalsit und Svyatoslavit eine unbenannte Gruppe mit der Systemnummer VIII/J.07 bildet.
Die von der International Mineralogical Association (IMA) zuletzt 2009 aktualisierte 9. Auflage der Strunz’schen Mineralsystematik ordnet den Banalsit in die Klasse der „Silikate und Germanate“ und dort in die Abteilung „Gerüstsilikate (Tektosilikate) ohne zeolithisches H2O“ ein. Hier ist das Mineral in der Unterabteilung „Gerüstsilikate (Tektosilikate) ohne zusätzliche Anionen“ zu finden, wo es zusammen mit Stronalsit die „Stronalsitgruppe“ mit der Systemnummer 9.FA.60 bildet.
In der vorwiegend im englischen Sprachraum gebräuchlichen Systematik der Minerale nach Dana hat Banalsit die System- und Mineralnummer 76.01.06.01. Das entspricht der Klasse der „Silikate“ und dort der Abteilung „Gerüstsilikate: Al-Si-Gitter“. Hier findet er sich innerhalb der Unterabteilung „Mit Al-Si-Gitter“ in der „Banalsitgruppe“, in der auch Stronalsit, Lisetit und Svyatoslavit eingeordnet sind.

## Bildung und Fundorte
Banalsit bildet sich in kleinen Äderchen innerhalb von Mangan-Erzen und in Linsen von metamorph umgebildeten Tonsteinen. Dort tritt es in Paragenese unter anderem mit Alleghanyit, Baryt, Calcit, Jakobsit und Tephroit auf.
Weltweit konnte Banalsit bisher (Stand: 2010) an 15 Fundorten nachgewiesen werden: In der Sierra de las Minas in Guatemala, der „Shiromaru Mine“ auf Honshū (Japan), bei Mikkelvik in der norwegischen Kommune Karlsøy, im Zhidoiskii-Massiv der Oblast Irkutsk und den Chibinen auf der Halbinsel Kola in Russland, auf den Manganfeldern der Kalahari und im Pilansberg-Komplex bei Rustenburg in Südafrika, in der schwedischen Grubengemeinde Långban sowie am Santa Rita Peak im San Benito County (Kalifornien) in den USA.

## Kristallstruktur
Banalsit kristallisiert orthorhombisch in der Raumgruppe {\displaystyle \ Iba2} mit den Gitterparametern a = 8,54 Å; b = 10,01 Å und c = 16,79 Å. sowie 4 Formeleinheiten pro Elementarzelle